# Centrale thermique de Rybnik
La centrale thermique de Rybnik est une centrale thermique en Silésie en Pologne.